# 쿨하고 바보 같은 남자
《쿨하고 바보 같은 남자》(일본어: クールドジ男子)는 나타 코코네가 지은 일본의 만화 작품이다. 〈간간 pixiv〉에서 2018년 2월 23일부터 연재하고 있다. 텔레비전 애니메이션은 스튜디오 피에로에서 만들어 2022년 10월 10일부터 2023년 3월 28일까지 TV 도쿄 등에서 방영했다. 연속극은 2023년 4월 15일부터 7월 1일까지 TV 도쿄 계열에서 방영했다.

## 줄거리
쿨하고 조금 다가가기 힘들지만 잘생긴 남자들. 하지만 그들은 전원 얼빠진 사람들이기 때문에 더욱 가깝게 느껴진다. 얼빠진 사람이기 때문에 사랑스럽다. 읽으면 당신도 분명 좋아하게 될 ☆ 얼빠진 남자들의 일상 코미디.

## 등장인물

### 주요 인물
주인공 이름의 첫 글자가 모두 숫자다.
- 이치쿠라 하야테(일본어: 一倉 颯)(성우: 코바야시 치아키)

나이 - 20살 / 직업 - 대학생 / 키 - 175cm / 몸무게 - 60kg
- 후타미 슌(일본어: 二見 瞬)(성우: 우치야마 코우키)

나이 - 17살 / 직업 - 고등학생 / 키 - 178cm / 몸무게 - 68kg
- 미마 타카유키(일본어: 三間 貴之)(성우: 우메하라 유이치로, 스기야마 리호(어린 시절))

나이 - 27살 / 직업 - 직장인(회사원) / 키 - 182cm / 몸무게 - 62kg
- 시키 소마(일본어: 四季 蒼真)(성우: 치바 쇼야, 미나미 마유(어린 시절))

나이 - 19살 / 직업 - 전문학교 학생 / 키 - 167cm / 몸무게 - 55kg
- 이가라시 모토하루(일본어: 五十嵐 元晴)(성우: 후루카와 마코토, 한 메구미(어린 시절))

나이 - 27살 / 직업 - 소설가 / 키 - 172cm / 몸무게 - 62kg

### 주요 인물들의 형제자매
- 후타미 아사미(일본어: 二見あさみ)(성우: 사토 사토미)

슌의 누나. 카페(찻집)을 운영하고 있다.
- 시키 소타(일본어: 四季爽太)(성우: 오키츠 카즈유키)

소마의 형. 타카유키의 직장 선배다.

### 주요 인물들의 동료 또는 벗
등장인물 이름의 첫 글자가 모두 색깔 이름이다.
- 구로사키(일본어: 黒崎)(성우: 야시로 타쿠)

하야테와 같은 대학에 다니고 있다.
- 아카다(일본어: 赤井), 기다(일본어: 黄田), 아오야마(일본어: 青山)

성우: 아카다-타카나시 켄고, 기다-야마시타 세이이치로, 아오야마-아마사키 코헤이
슌의 벗들이다.
- 모모사키 모모(일본어: 桃崎もも)(성우: 시라이시 하루카)

타카유키의 직장 동료다.
- 코노 아카네(일본어: 紅野茜)(성우: 타이치 요우)

소마와 가까운 사이다.
- 시라카와(白川)(성우: 카와스미 아야코)

모토하루의 담당 편집자다.